# Pollimyrus pulverulentus
Pollimyrus pulverulentus är en fiskart som först beskrevs av Boulenger, 1899.  Pollimyrus pulverulentus ingår i släktet Pollimyrus och familjen Mormyridae. IUCN kategoriserar arten globalt som livskraftig. Inga underarter finns listade i Catalogue of Life.